# Quinto Ogulnio Gallo
Quinto Ogulnio Gallo (in latino Quintus Ogulnius Gallus; fl. III secolo a.C.) è stato un politico romano dell'età repubblicana, di origine plebea.

## Biografia
Nel 300 a.C. fu tribuno della plebe con il fratello Gneo. Essi formularono la proposta di aggiungere ai quattro pontefici e ai quattro auguri in carica, tutti patrizi, altrettanti pontefici e cinque auguri scelti fra gli ex consoli plebei. Il popolo votò questa legge, ricordata con il nome di Lex Ogulnia, che aprì ai notabili plebei l'accesso alle ultime cariche sacerdotali ancora appannaggio dei soli patrizi.
Gli Ogulni furono poi edili curuli nel 296 a.C., e in questa veste, grazie ai beni confiscati ad alcuni usurai da loro citati in giudizio, offrirono al tempio di Giove Capitolino porte di bronzo, vasi d'argento e la quadriga del frontone; fecero poi installare effigie della lupa capitolina con Romolo e Remo presso il fico ruminale sacro. Infine, lastricarono il marciapiede tra la Porta Capena e il tempio di Marte.
Secondo il racconto tardivo di Vittore, nel 292 a.C., mentre Roma veniva colpita da un'epidemia, Ogulnio guidò la delegazione inviata a chiedere l'aiuto divino presso il santuario di Esculapio a Epidauro nel Peloponneso. Ivi un serpente sbucò dalla base della statua del dio e si nascose a bordo della nave romana. Al rientro della delegazione, il serpente abbandonò la nave e nuotò lungo il Tevere in direzione dell'Isola Tiberina. Qui fu edificato un tempio, e l'epidemia cessò.
Nel 273 a.C. Ogulnio Gallo partecipò con Quinto Fabio Massimo Gurgite e Numerio Fabio Pittore a una spedizione presso il re d'Egitto Tolomeo II, parente e sostenitore di Pirro, di cui Roma temeva l'intervento in Italia meridionale. Al ritorno, essi fecero rapporto al Senato e devolsero al tesoro i doni offerti loro da Tolomeo a titolo personale. Il Senato però rifiutò il nobile gesto e permise loro di conservarli in ricompensa dei loro meriti.
Infine, nel 269 a.C., Ogulnio Gallo fu console con Gaio Fabio Pittore, con il quale combatté nella guerra picentina. Sotto il suo consolato furono battute le prime monete romane d'argento, in forma di denari, quinari, sesterzi e dupondi. L'emissione di queste monete, che sostituirono le dracme greche in circolazione a Roma testimonia l'emancipazione economica romana.